# 氟化钆
氟化钆是一种无机化合物，化学式为GdF3。

## 制备
氟化钆可由氧化钆和氟化氢铵加热反应得到，反应分为两步：
Gd2O3 + 6 NH4HF2 → 2 NH4GdF4 + 4 NH4F + 3 H2O
NH4GdF4 → GdF3 + NH3 + HF
氯化钆和氢氟酸反应，用热水洗涤沉淀，得到GdF3·xH2O（x＝0.53）。若要获得无水物，可以将水合物和氟化氢铵混合加热，如果直接加热水合物，会有GdOF生成。
GdCl3 + 3 HF + x H2O → GdF3·xH2O + 3 HCl